# Ahvenjärvi (Jukkasjärvi socken, Lappland, 752888-177838)
Ahvenjärvi är en sjö i Kiruna kommun i Lappland och ingår i Torneälvens huvudavrinningsområde. Sjön har en area på 0,0564 kvadratkilometer och ligger 316 meter över havet.

## Delavrinningsområde
Ahvenjärvi ingår i det delavrinningsområde (752587-177993) som SMHI kallar för Inloppet i Rauvosjärvi. Medelhöjden är 310 meter över havet och ytan är 52,01 kvadratkilometer. Det finns inga avrinningsområden uppströms utan avrinningsområdet är högsta punkten. Rauvosjoki som avvattnar avrinningsområdet har biflödesordning 3, vilket innebär att vattnet flödar genom totalt 3 vattendrag innan det når havet efter 298 kilometer. Avrinningsområdet består mestadels av skog (74 procent) och sankmarker (14 procent). Avrinningsområdet har 3,97 kvadratkilometer vattenytor vilket ger det en sjöprocent på 7,6 procent.